# آرمسترانگ سیدلی کوگر
آرمسترانگ سیدلی کوگر (به انگلیسی: Armstrong Siddeley Cougar) یک موتور هواگرد ساختِ کارخانهٔ آرمسترانگ سیدلی در کشور بریتانیا است.